# Pascal-Firmin Ndimira
Pascal-Firmin Ndimira, född 1956, är en burundisk politiker, premiärminister i Burundi 31 juli 1996–12 juni 1998.
Ndimira tillhör hutufolket och är medlem av partiet UPRONA. Han utsågs till premiärminister efter att Pierre Buyoya kommit till makten efter en statskupp mot den sittande presidenten Sylvestre Ntibantunganya den 25 juli 1996. Han satt kvar som premiärminister till 1998, då posten avskaffades.